# Перехоплювач (фільм, 1992)
Перехоплювач (англ. Interceptor) — американський бойовик 1992 року.

## Сюжет
У льотчика-випробувача Крістофера Вінфілда під час тренувального польоту на новому винищувачі F-117 «Стелс» відмовляє система управління і він змушений катапультуватися. Для розслідування обставин його невдалого польоту, під час якого був втрачений винищувач, Вінфілда відправляють на вантажному літаку до Вашингтона. Несподівано під час дозаправки в повітрі на літак пробирається група терористів, які намагаються викрасти два нових винищувача, що стоять у вантажному відсіку. Коли Вінфілд виявляє, що літак захоплений, він намагається врятувати членів екіпажу і винищувачі.

## У ролях
| Актор               | Роль                      |
| ------------------- | ------------------------- |
| Юрген Прохнов       | Філліпс                   |
| Ендрю Дівофф        | капітан Крістофер Вінфілд |
| Елізабет Мохед      | майор Джанет Морган       |
| Дж. Кеннет Кемпбелл | інженер                   |
| Джон Седар          | Елліот                    |
| Деніел Немет        | лейтенант Рейндек         |
| Вудфорд Крофт       | полковник Сіммонс         |
| Лоуренс Кук         | майор Гарольдсон          |
| Майкл Бюіс          | Ренд                      |
| Рік Марзан          | Мартінес                  |
| Том Адкокс-Ернандес | Бріггс                    |
| Джон Проскі         | Коллінз                   |
| Тім Моран           | контролер                 |
| Джон Конрад Почрон  | найманець                 |
| Біллі Бейтс         | найманець                 |
| Денніс Мадалон      | найманець                 |
| Алан Маркус         | найманець                 |
| Гері Пайк           | найманець                 |
| Джеррі Валдез       | найманець                 |
| Скотт Коул          | навігатор KC-10           |
| Дірк Теннер         | пілот KC-10               |